# Serkan Küçükoğullarından
Serkan Küçükoğullarından (* 26. Mai 1971 in İzmir) ist ein ehemaliger türkischer Fußballspieler und heutiger Trainer.

## Karriere
Er spielte seine gesamte Karriere bei Yeşilovaspor in der 3. Liga. 1999 beendete er seine Karriere. Seit 2015 ist er als Trainer bei Yeşilovaspor angestellt. Er führte den Club auf den dritten Platz in der Saison 2015/16 der Bölgesel Amatör Lig. Als Saisonziel für die Saison 2016/17 gab Küçükoğullarından den Aufstieg in die 4. Liga an.